# Trophée Andros 2019
Navigation
2018 2020
Le Trophée Andros 2018-2019 est la 29e édition du Trophée Andros, une compétition de course sur glace pour autos et motos se déroulant en France et en Andorre. La saison débute le 8 décembre 2018 à Val Thorens et prend fin le 9 février 2019 au Stade de France.

## Équipes et pilotes

### Élite Pro et Élite
| Équipe                               | Voiture         | No. | Pilotes Élite Pro     | Manches |                   | Pilotes Élite | Manches |
| ------------------------------------ | --------------- | --- | --------------------- | ------- | ----------------- | ------------- | ------- |
| DA Racing                            | Renault Captur  | 1   | Jean-Baptiste Dubourg | Toutes  | NC                | NC            |         |
| DA Racing                            | Renault Captur  | 9   | Ludovic Gherardi      | 1, 5    | Emmanuel Moinel   | Toutes        |         |
| DA Racing                            | Renault Captur  | 9   | Andréa Dubourg        | 3–4     | Emmanuel Moinel   | Toutes        |         |
| DA Racing                            | Renault Captur  | 9   | Thierry Joncoux       | 6       | Emmanuel Moinel   | Toutes        |         |
| DA Racing                            | Renault Captur  | 9   | Matthieu Vaxivière    | 7       | Emmanuel Moinel   | Toutes        |         |
| Pussier Automobiles by Clairet Sport | Peugeot 3008    | 2   | Benjamin Rivière      | Toutes  | Sylvain Pussier   | Toutes        |         |
| Pussier Automobiles by Clairet Sport | Peugeot 3008    | 10  | Aurélien Comte        | 1–4, 7  | Stéphane Ventaja  | Toutes        |         |
| Pussier Automobiles by Clairet Sport | Peugeot 3008    | 10  | Teddy Clairet         | 5       | Stéphane Ventaja  | Toutes        |         |
| Pussier Automobiles by Clairet Sport | Peugeot 3008    | 10  | Jimmy Clairet         | 6       | Stéphane Ventaja  | Toutes        |         |
| Comtoyou Racing                      | Audi A1 Quattro | 3   | Nathanaël Berthon     | Toutes  | Louis Gervoson    | Toutes        |         |
| Comtoyou Racing                      | Audi A1 Quattro | 8   | Olivier Panis         | 1, 3–6  | Lionel Daziano    | Toutes        |         |
| Comtoyou Racing                      | Audi A1 Quattro | 8   | Bertrand Balas        | 2, 7    | Lionel Daziano    | Toutes        |         |
| Saintéloc Racing                     | Mazda 3         | 4   | Olivier Pernaut       | Toutes  | Margot Laffite    | Toutes        |         |
| Saintéloc Racing                     | Mazda 3         | 5   | Didier Thoral         | Toutes  | Philippe Bansard  | 1–4, 6        |         |
| Saintéloc Racing                     | Mazda 3         | 5   | Didier Thoral         | Toutes  | Thierry Joncoux   | 5             |         |
| Saintéloc Racing                     | Plastic'Up      | 31  | Aurélien Panis        | Toutes  | NC                | NC            |         |
| CMR                                  | BMW M2          | 6   | Gérald Fontanel       | Toutes  | Joël Lopez        | Toutes        |         |
| CMR                                  | BMW M2          | 7   | Eddy Bénézet          | Toutes  | Dorian Boccolacci | Toutes        |         |
| CMR                                  | Mini Countryman | 11  | NC                    | NC      | Julien France     | 4             |         |
| Exagon Engineering                   | Andros Sport    | 30  | Franck Lagorce        | Toutes  | NC                | NC            |         |
| Exagon Engineering                   | Motul           | 32  | Nicolas Prost         | 1–3     | NC                | NC            |         |
| Exagon Engineering                   | Motul           | 33  | Nicolas Prost         | 4–7     | Andreas Bakkerud  | 5             |         |
| Sources,:                            |                 |     |                       |         |                   |               |         |

| Sponsor         | No. | Pilotes            | Manches |
| --------------- | --- | ------------------ | ------- |
| Loxam           | 1   | Clémentine Lhoste  | Toutes  |
| STEF            | 2   | Vincent Beltoise   | Toutes  |
| Andros Sport    | 3   | Franck Montagny    | 1       |
| Andros Sport    | 3   | Julien Fébreau     | 2       |
| Andros Sport    | 3   | Carine Galli       | 3       |
| Andros Sport    | 3   | Matthieu Vaxivière | 4       |
| Andros Sport    | 3   | Yann Ehrlacher     | 5       |
| Andros Sport    | 3   | Claudio Capéo      | 6–7     |
| Enedis          | 4   | Guillaume Pley     | 1, 4, 7 |
| Enedis          | 4   | Perrine Laffont    | 2       |
| Enedis          | 4   | Stéphane Plaza     | 3       |
| Enedis          | 4   | Kévin Brouet       | 5       |
| Enedis          | 4   | Franck Montagny    | 6       |
| ALD Automotive  | 5   | Louis Gervoson     | Toutes  |
| MNCA            | 6   | Christophe Ferrier | Toutes  |
| Région Sud      | 7   | Cindy Cherchève    | 4       |
| Andros Sport    | 7   | Thierry Bridron    | 5       |
| Andros Sport    | 7   | Paul Lamouret      | 6       |
| Motul           | 7   | Thomas Laurent     | 7       |
| 8Js             | 8   | Sacha Prost        | Toutes  |
| Dupessey        | 9   | Yann Ehrlacher     | 7       |
| Petit Forestier | 10  | Louis Rousset      | Toutes  |
| Enedis          | 11  | Tom Villa          | 1       |
| Enedis          | 11  | Thomas Laurent     | 2       |
| Enedis          | 11  | Delphine Wespiser  | 6       |
| Enedis          | 11  | Franck Montagny    | 7       |
| SPI Logistic    | 12  | Julien Andlauer    | 7       |
| Sources,:       |     |                    |         |

| Équipe                | Moto            | No. | Motards            | Manches  |
| --------------------- | --------------- | --- | ------------------ | -------- |
| RMSCV Villeurbanais   | Kawasaki        | 3   | Maxime Lacour      | Toutes   |
| J. Rolland Racing     | Husqvarna       | 4   | Vivien Gonnet      | Toutes   |
| MC Chanos Curson      | Husqvarna       | 6   | Noël Duvert        | Toutes   |
| Team EMC              | Sport Moto 50   | 11  | Maxime Emery       | 1        |
| Team EMC              | Husqvarna       | 11  | Maxime Emery       | 2–7      |
| Moto Club Rumilly     | Yamaha          | 12  | Lucas Dandeville   | 1        |
| MC Villars-sous-Écot  | Honda           | 14  | Germain Vincenot   | Toutes   |
| J6 Performance        | KTM             | 16  | Johan Wang Chang   | Toutes   |
| Invité AMV Cup        | Honda           | 18  | Loïc Cartier       | 1–2, 6–7 |
| Invité AMV Cup        | Husqvarna       | 50  | Romain Taurel      | 1, 3, 5  |
| Invité AMV Cup        | Husqvarna       | 50  | Alfredo Gomez      | 2        |
| Invité AMV Cup        | Husqvarna       | 50  | Julien Colomban    | 4        |
| Invité AMV Cup        | Suzuki          | 50  | Vincent Philippe   | 6        |
| Invité AMV Cup        | Alta Electrique | 50  | Jordan Labe        | 7        |
| Invité AMV Cup        | KTM             | 51  | Jonathan Guenzi    | 1        |
| Invité AMV Cup        | Husqvarna       | 51  | Randy de Puniet    | 3–4, 6–7 |
| Invité AMV Cup        | Kawasaki        | 52  | Jarno Langlois     | 1, 5     |
| Invité AMV Cup        | KTM             | 52  | François Frauziol  | 2        |
| Invité AMV Cup        | Husqvarna       | 52  | Till De Clercq     | 3        |
| Invité AMV Cup        | Husqvarna       | 52  | Mathias Dolci      | 4        |
| Invité AMV Cup        | Sherco          | 53  | Romain Chiabodo    | 1        |
| Invité AMV Cup        | Honda           | 53  | Xavi España Muñoz  | 2        |
| Invité AMV Cup        | Kawasaki        | 53  | Elian Gras         | 3–6      |
| Invité AMV Cup        | Honda           | 56  | David Baffeleuf    | 4, 6–7   |
| Invité AMV Cup        | Honda           | 56  | Melwine Negrillo   | 5        |
| Invité AMV Cup        | Husqvarna       | 57  | Jonathan Guenzi    | 3        |
| Invité AMV Cup        | Yamaha          | 57  | Mickaël Ortega     | 4        |
| Invité AMV Cup        | Husqvarna       | 57  | Maxime Jeoffre     | 6–7      |
| Invité AMV Cup        | Husqvarna       | 59  | Franck Brancy      | 4        |
| Invité AMV Cup        | KTM             | 59  | Jonathan Guenzi    | 5        |
| Invité AMV Cup        | KTM             | 59  | Hugo Panneciere    | 6        |
| Team Atomic Moto      | Husqvarna       | 23  | Elie Vecchi        | 1–4, 6–7 |
| Moto Club Lozérien    | KTM             | 25  | Kévin Maliges      | Toutes   |
| Team MR               | Yamaha          | 29  | Grégoire Martinez  | 1        |
| Team MR               | KTM             | 29  | Grégoire Martinez  | 2–7      |
| TVR                   | Honda           | 34  | Sébastien Valla    | Toutes   |
| Team Trebad           | KTM             | 37  | Sylvain Dabert     | Toutes   |
| Ice Racing Team       | Honda           | 44  | Etienne Parseihian | 1–2, 4–7 |
| Comtoyou Racing       | Honda           | 63  | Romain Gioffre     | Toutes   |
| Moto Club des Triéves | Husqvarna       | 69  | Randy Peresson     | Toutes   |
| Team VD 76            | Honda           | 76  | Vivian Dabert      | Toutes   |
| Sources,:             |                 |     |                    |          |

## Calendrier et résultats
| \| Val Thorens Le Pas de la Case Stade de France Isola 2000 Serre Chevalier Lans-en-Vercors Super-Besse \| Localisation des différentes épreuves du Trophée Andros 2019. |
| Val Thorens Le Pas de la Case Stade de France Isola 2000 Serre Chevalier Lans-en-Vercors Super-Besse                                                                     |

| Manche | Manche | Circuit                       | Date        | Vainqueur Élite Pro            | Vainqueur Élite                | Vainqueur électrique | Vainqueur Coupe AMV | Vainqueur Coupe AMV |
| 2018   | 2018   | 2018                          | 2018        | 2018                           | 2018                           | 2018                 | 2018                | 2018                |
| ------ | ------ | ----------------------------- | ----------- | ------------------------------ | ------------------------------ | -------------------- | ------------------- | ------------------- |
| 1      | C1     | Val Thorens, Savoie           | 8 décembre  | Aurélien Panis                 | Emmanuel Moinel                | Christophe Ferrier   | NC                  | NC                  |
| 1      | C2     | Val Thorens, Savoie           | 9 décembre  | Courses annulées               | Courses annulées               | Courses annulées     | Courses annulées    | Courses annulées    |
| 2      | C1     | Le Pas de la Case, Andorre    | 21 décembre | Franck Lagorce                 | Louis Gervoson                 | Christophe Ferrier   | Vivien Gonnet       | Vivien Gonnet       |
| 2      | C2     | Le Pas de la Case, Andorre    | 22 décembre | Jean-Baptiste Dubourg          | Dorian Boccolacci              | Christophe Ferrier   | Vivien Gonnet       | Vivien Gonnet       |
| 2019   |        |                               |             |                                |                                |                      |                     |                     |
| 3      | C1     | Isola 2000, Alpes-Maritimes   | 11 janvier  | Olivier Panis                  | Dorian Boccolacci              | Christophe Ferrier   | Germain Vincenot    | Germain Vincenot    |
| 3      | C2     | Isola 2000, Alpes-Maritimes   | 12 janvier  | Andrea Dubourg                 | Dorian Boccolacci              | Christophe Ferrier   | Germain Vincenot    | Germain Vincenot    |
| 4      | C1     | Serre Chevalier, Hautes-Alpes | 19 janvier  | Jean-Baptiste Dubourg          | Dorian Boccolacci              | Christophe Ferrier   | C1                  | Maxime Emery        |
| 4      | C1     | Serre Chevalier, Hautes-Alpes | 19 janvier  | Jean-Baptiste Dubourg          | Dorian Boccolacci              | Christophe Ferrier   | C2                  | Maxime Emery        |
| 4      | C2     | Serre Chevalier, Hautes-Alpes | 20 janvier  | Franck Lagorce                 | Dorian Boccolacci              | Louis Gervoson       | C3                  | Vivien Gonnet       |
| 4      | C2     | Serre Chevalier, Hautes-Alpes | 20 janvier  | Franck Lagorce                 | Dorian Boccolacci              | Louis Gervoson       | C4                  | Vivien Gonnet       |
| 5      | C1     | Lans-en-Vercors, Isère        | 25 janvier  | Jean-Baptiste Dubourg          | Dorian Boccolacci              | Vincent Beltoise     | Maxime Emery        | Maxime Emery        |
| 5      | C2     | Lans-en-Vercors, Isère        | 26 janvier  | Olivier Panis                  | Dorian Boccolacci              | Vincent Beltoise     | Maxime Emery        | Maxime Emery        |
| 6      | 6      | Super-Besse, Puy-de-Dôme      | 2 février   | Franck Lagorce                 | Dorian Boccolacci              | Christophe Ferrier   | C1                  | Sylvain Dabert      |
| 6      | 6      | Super-Besse, Puy-de-Dôme      | 2 février   | Jean-Baptiste Dubourg          | Louis Gervoson                 | Christophe Ferrier   | C2                  | Vivien Gonnet       |
| 7      | 7      | Stade de France, Paris        | 9 février   | Aurélien Panis / Olivier Panis | Aurélien Panis / Olivier Panis | Christophe Ferrier   | Sylvain Dabert      | Sylvain Dabert      |

## Classements

### Système de points
Pour le classement général final, les résultats les moins bons obtenus sur deux courses ne sont pas comptabilisés. La manche du Stade de France est hors championnat, à l'exception de la catégorie Élite Pro/Élite où chaque concurrent qui y prend part marque 100 points.
Élite Pro/Élite
| Position       | 1er | 2e | 3e | 4e | 5e | 6e | 7e | 8e | 9e | 10e | 11e | 12e | 13e | 14e | 15e | 16e | MT |
| Qualifications | 45  | 42 | 40 | 39 | 38 | 37 | 36 | 35 | 34 | 33  | 32  | 31  | 30  | 29  | 28  | 27  | –  |
| Super Pole     | 7   | 6  | 5  | 4  | 3  | 2  | 1  | 0  | 0  | 0   | 0   | 0   | 0   | 0   | 0   | 0   | –  |
| Super Finale   | 16  | 15 | 14 | 13 | 12 | 11 | 10 | 9  | 8  | 7   | 6   | 5   | 4   | 3   | 2   | 1   | 1  |

Électrique
| Position       | 1er | 2e | 3e | 4e | 5e | 6e | 7e | 8e | 9e | 10e | 11e | 12e | MT |
| Qualifications | 24  | 22 | 20 | 19 | 18 | 17 | 16 | 15 | 14 | 13  | 12  | 11  | –  |
| Finale         | 12  | 11 | 10 | 9  | 8  | 7  | 6  | 5  | 4  | 3   | 2   | 1   | 1  |

Coupe AMV
| Position       | 1er | 2e | 3e | 4e | 5e | 6e | 7e | 8e | 9e | 10e | 11e | 12e | 13e | 14e | 15e | 16e+ |
| (Super) Finale | 25  | 20 | 16 | 13 | 12 | 11 | 10 | 9  | 8  | 7   | 6   | 5   | 4   | 3   | 2   | 1    |